# Eisenbahnunfall im Centralbahnhof Frankfurt

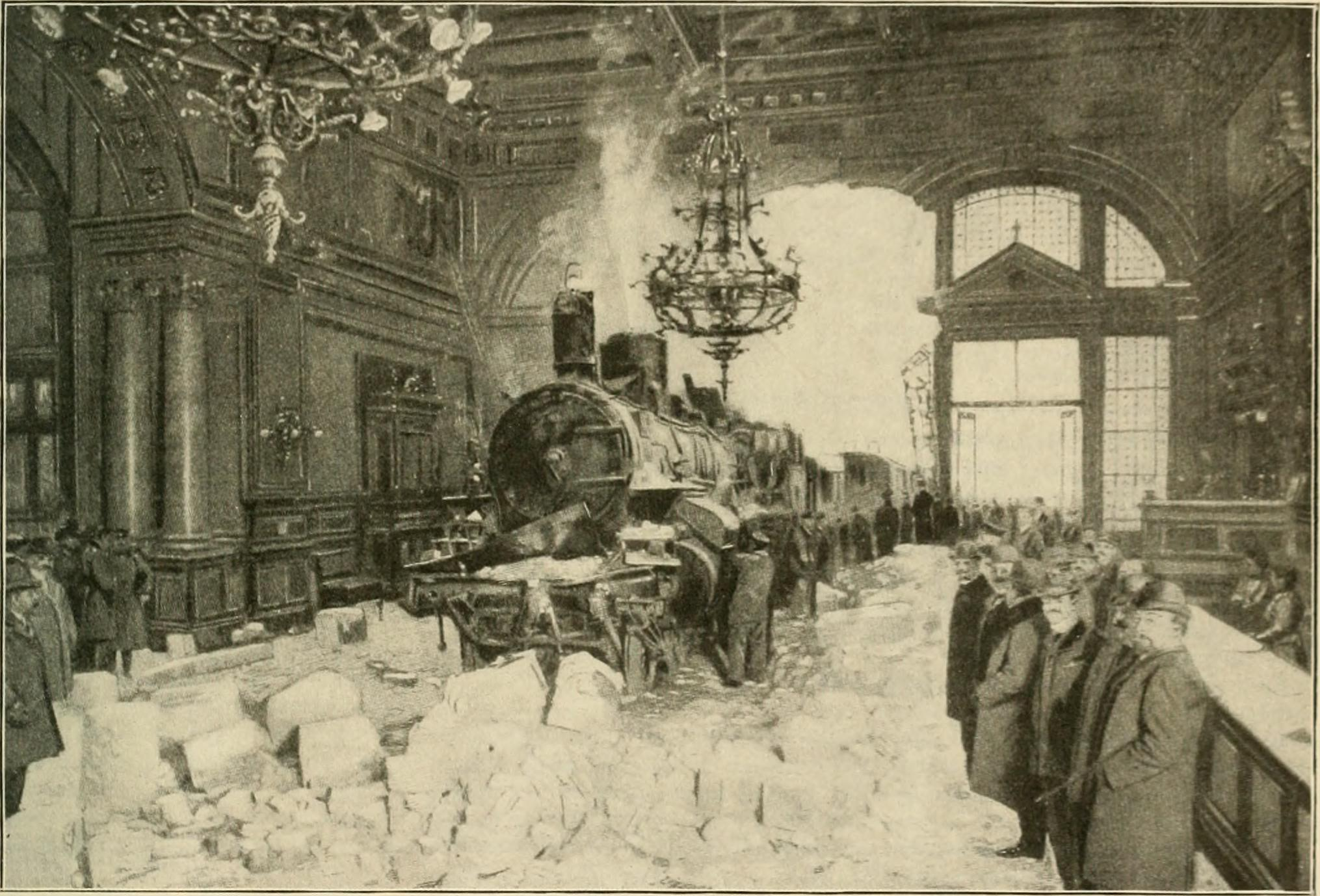

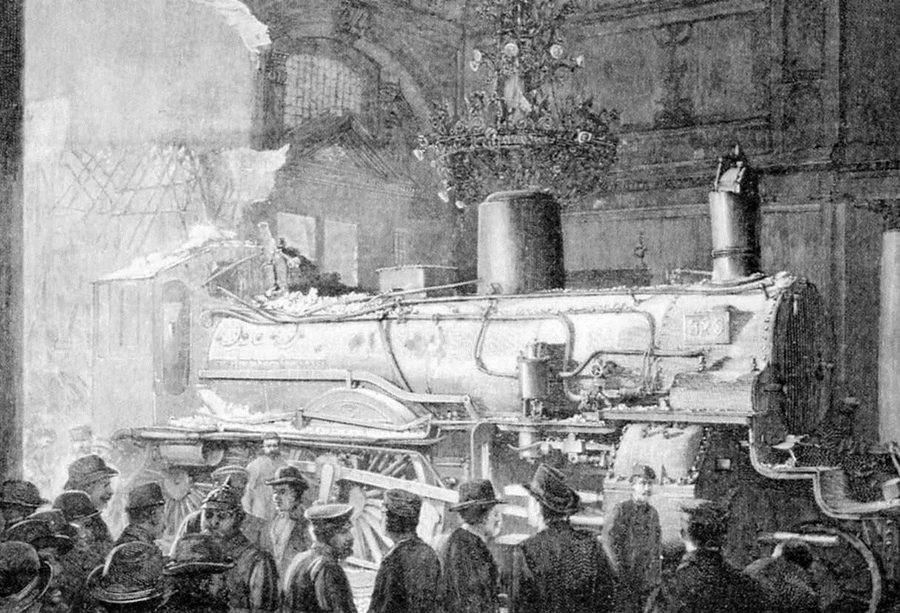
Die Lok im Wartesaal

Bei dem Eisenbahnunfall im Centralbahnhof Frankfurt überfuhr am 6. Dezember 1901 die Lokomotive des Ostende-Wien-Express im Centralbahnhof Frankfurt, dem heutigen Frankfurter Hauptbahnhof, einem Kopfbahnhof, den Prellbock, wobei die Lokomotive und ihr Schlepptender erst im Wartesaal der ersten und zweiten Klasse des Bahnhofs zum Stillstand kamen.

## Ausgangslage
Der Unfall geschah am frühen Morgen gegen 5 Uhr. Der Bahnhof war zu dieser Uhrzeit noch recht leer.
Der Ostende-Wien-Express, ein Luxuszug, der nur drei Schlafwagen, einen Postwagen und einen Gepäckwagen führte, wurde von der Dampflokomotive Mainz 329 gezogen, einer Schnellzugmaschine der Gattung S 3 der Preußischen Staatseisenbahnen. Der Zug hatte an diesem Tag eine Stunde Verspätung. Letzter Halt war Mainz Hauptbahnhof gewesen. Dort hatte es noch keine Probleme gegeben. Im Centralbahnhof Frankfurt fuhr der Zug auf Gleis 2 (heute: Gleis 4) ein.

## Unfallhergang
Die nachfolgende Untersuchung betonte die sehr hohe Geschwindigkeit, mit der der Lokführer versuchte, die Verspätung auf der Fahrt von Mainz nach Frankfurt zu reduzieren. Aufgrund einer Störung habe nach Aussage des Lokomotivführers bei der Einfahrt in den Bahnhof die Druckluftbremse versagt. Bei der gerichtlichen Untersuchung stellte sich aber heraus, dass er es versäumt hatte, den Druckluftvorrat der Bremse während der Fahrt wieder aufzufüllen. Dadurch zeigte die rechtzeitig betätigte Druckluftbremse keine Wirkung, und die Lokomotive überfuhr den Prellbock. Dabei riss die Kupplung zwischen Lokomotive und dem Wagenpark. Die Lokomotive schoss über den Querbahnsteig, durchbrach die gegenüber liegende Wand und kam – leicht zerbeult – im Wartesaal der ersten und zweiten Klasse zum Stillstand. Die Wagen selbst blieben im Gleis stehen.

## Folgen
Niemand wurde verletzt, da sich der Unfall morgens um 5 Uhr in dem noch recht leeren Bahnhof ereignete. Der unversehrte Zug soll seine Fahrt mit einer neuen Lokomotive sehr bald fortgesetzt haben. Ein Teil der Fahrgäste habe das Ereignis überhaupt nicht bemerkt. Andererseits zeigt eines der Fotos von dem Unfall – außer dem sich stolz in der Szene präsentierenden Bahnpersonal – noch einige Personenwagen hinter der Lokomotive. Das Loch in der Wand des Wartesaals war etwa 10 × 12 Meter groß. Zum Sachschaden gibt es widersprüchliche Angaben mit 30.000 und ca. 50.000 Mark. Der Unfall war der „Höhepunkt“ einiger derartiger Unfälle im Frankfurter Hauptbahnhof. Der erste hatte sich bereits am Abend des Eröffnungstages des Bahnhofs ereignet.
Der Lokführer wurde wegen Gefährdung des Zuges und Vernachlässigung seiner Pflichten zu einer Geldstrafe von 100 Mark verurteilt. Die nur mäßig beschädigte Lokomotive wurde wieder instand gesetzt.
Der Unfall brachte den Osnabrücker Ingenieur Franz Rawie auf die Idee, den Bremsprellbock zu entwickeln.

## Trivia
- Fotos dieses Unfalls, die die Lokomotive im Speisesaal mitten in den zum Frühstück gedeckten Tischen zeigen, wurden sehr bekannt und vielfach abgebildet.[11]
- In einem Teil der Literatur wird – unzutreffend – angeführt, es habe sich bei dem verunglückten Zug um den Orientexpress gehandelt.[12] Der Orientexpress verkehrte jedoch nie über Frankfurt am Main.

Ähnliche Unfälle
- 1895: Eisenbahnunfall am Gare Montparnasse
- 1901: Eisenbahnunfall von Ludwigshafen
- 1953: Eisenbahnunfall in der Washington Union Station

## Verweise
- Orientexpress auf Abwegen (Memento vom 10. August 2014 im Internet Archive)